# Heinz-Christian Strache
Heinz-Christian Strache, né le 12 juin 1969 à Vienne, est un homme politique autrichien. Il est président du Parti de la liberté d'Autriche (FPÖ) de 2005 à 2019, député au Conseil national de 2006 à 2019 et vice-chancelier de la République d'Autriche de 2017 à 2019.

## Biographie

### Débuts en politique
Il est proche de la mouvance néonazie dans sa jeunesse.
Prothésiste dentaire de formation, Strache commence une carrière politique en 1991 au sein du groupe du FPÖ dans un arrondissement de Vienne. Deux ans plus tard, il est président du FPÖ de l'arrondissement viennois et président de l'organisation de jeunesse du parti. Lors des élections régionales de Vienne en 2001, il est élu au parlement local et devient chef du groupe parlementaire du parti à Vienne.

### Élection à la présidence du FPÖ
Après avoir été responsable du FPÖ pour le Land et la ville de Vienne, il devient président du Freiheitliche Partei Österreichs (FPÖ), le 23 avril 2005, en remplacement d'Ursula Haubner, partie adhérer au Bündnis Zukunft Österreich (BZÖ), fondé début avril par son frère Jörg Haider, ancien chef du FPÖ.

### Membre du Conseil national
Lors des élections législatives du 1er octobre 2006, le FPÖ, sous la direction de Strache, obtient 11,2 % des voix et 21 sièges, soit un meilleur résultat qu'en 2002. La constitution d'une grande coalition droite-gauche le rejette cependant dans l'opposition. En septembre 2008, lors des élections législatives suivantes, le FPÖ, toujours sous sa direction, obtient 18,5 % des voix (dont 25 % des votes chez les 16-30 ans), dépassant son concurrent du BZÖ.
En 2008, Heinz-Christian Strache manifeste dans la rue, croix en main, contre l'agrandissement d'un centre islamique à Vienne (au risque de susciter le courroux de la hiérarchie catholique). Il concentre l'essentiel de ses attaques sur l'échec, selon lui, de l'intégration des immigrés musulmans d'origine turque, utilisant notamment le slogan « Nous protégeons les femmes libres ; le SPÖ défend le foulard islamique »[source insuffisante],. Contrairement à son prédécesseur, Strache apporte également son soutien à Israël.
En juin 2009, il mène encore le FPÖ aux élections européennes puis est candidat, en octobre 2010, à la mairie de Vienne, avec pour programme l'interdiction des minarets et du port du voile islamique. La liste qu'il conduit obtient 27 % des voix (en progression de 12 points). À cette occasion, Heinz-Christian Strache chante plusieurs chansons de rap dans lesquelles il exprime les idées du FPÖ. La chanson Viva HC pour les élections législatives autrichiennes de 2008 avait été téléchargée 65 000 fois de septembre à décembre 2008 du site internet de la FPÖ. Il chante par exemple : « La Turquie à l'Europe ? Pourquoi pas le Soudan ou la Chine ? […] La Turquie devrait être à l'Europe ? Mais pas avec moi ! Pas de cheval de Troie, je te le promets. » Strache défend également la langue allemande (que « Pröll et Faymann ne comprennent pas beaucoup ») contre l'invasion de l'anglais (qui « est dû à Bruxelles »).
Il participe en 2010 à un colloque en Israël organisé par le Likoud et consacré au combat antiterroriste.

### Vice-chancelier, ministre fédéral et Ibizagate
À la suite des élections de 2017 et de la conclusion d'un accord entre le FPÖ et l'ÖVP, il est nommé vice-chancelier dans le gouvernement Kurz I.
Il démissionne du gouvernement et de la présidence du FPÖ le 18 mai 2019 (à huit jours des élections européennes), au lendemain de la publication d'une vidéo tournée en 2017 lors d’une soirée alcoolisée à Ibiza où il explique à une femme, qui le piège en se présentant comme la nièce d’un oligarque russe, comment financer de façon occulte son parti et racheter le quotidien Kronen Zeitung en échange de marchés publics. Les personnes à l’instigation de ce coup monté ne sont pas identifiées. Le scandale provoqué par ces révélations (« l’affaire d’Ibiza ») et la démission de Strache déclenchent une crise politique. Le chancelier Sebastian Kurz annonce le jour même des élections législatives anticipées. Le 27 mai, une motion de censure déposée par les écologistes de JETZT – Liste Pilz obtient le soutien du FPÖ et du SPÖ, ce qui permet son adoption. Norbert Hofer lui succède à la tête du parti.
La justice autrichienne, du fait des répercussions de l'« affaire Ibiza », poursuit ses recherches afin de connaître les personnes derrière cette opération et leurs motivations. Le réalisateur de la vidéo, le détective privé Julian H., est détenu à Berlin. L'Autriche demande son extradition et l'accuse d'enregistrements vidéo et audio illégaux ainsi que de chantage et de trafic de drogue.

### Exclusion du FPÖ
De nouvelles révélations sur son train de vie dispendieux aux frais du FPÖ compromettent un peu plus sa position au sein du parti. Le 1er octobre 2019, après le net recul de son parti aux élections législatives, il annonce son retrait de la vie politique. Il est exclu du FPÖ en décembre mais laisse entendre son intention de revenir en politique. Trois de ses proches lancent un nouveau parti politique, l'Alliance pour l'Autriche (de), considéré comme l'embryon d'une future formation d’extrême droite.
Il est à nouveau candidat aux élections municipales de Vienne en 2020 avec son nouveau parti, « Team HC Strache - Alliance pour l’Autriche ». Il obtient 3,6 % des voix, un score insuffisant pour siéger au conseil municipal.
Son procès pour corruption se tient en juillet 2021. Outre l'Ibizagate, il est accusé d'être intervenu pour faire rattacher une clinique privée de chirurgie esthétique dirigée par l'un de ses proches à la sécurité sociale, lui permettant de bénéficier de fonds publics d'un montant de 2,2 millions d'euros par an. Il est également accusé d'avoir détourné de l'argent de son parti pour plus d'un demi-million d'euros (pour payer des sacs de luxe, prostituées et jeux en ligne notamment). Le 26 août 2021, il est condamné à 15 mois de prison avec sursis par le tribunal de Vienne.